# Château de Frapesle
Le château de Frapesle est un édifice situé à Issoudun, en France.

## Localisation
Le château est situé à la sortie de la commune d'Issoudun dans le département de l'Indre, en région Centre-Val de Loire.

## Description
Le grand bâtiment de la maison d'habitation de 1804 a été amélioré de 1869 à 1871 (sous le Second Empire),, par l'ajout d'un balcon de style colonial posé sur pieds avec une avancée de toit.
Le parc de 5 ha a été créé vers 1830 et réaménagé dans les années 1860-1870. 

## Histoire
Ancien moulin sur la Tournemine, cette locature est transformée en château au XVIIIe siècle. Les propriétaires sont alors Tabouet de Frapesle, conseiller d'Issoudun, puis François Carraud, président au grenier à sel à Bourges.[réf. souhaitée]
Le château a abrité plusieurs séjours de l'écrivain Honoré de Balzac en 1834, 1835 et 1838, chez son amie Zulma Carraud. Honoré de Balzac s'est inspiré de la vie à Issoudun, du parc du château et des alentours pour y situer le cadre de son roman La Rabouilleuse (qui est le surnom donné à l'héroïne, Flore Brazier, à cause de son habitude de troubler l'eau d'une petite rivière bordant le jardin de Frapesle pour y pêcher des écrevisses, ce qu'on appelait localement « rabouiller »). Il a également emprunté le nom de Frapesle dans Le Lys dans la vallée quand il y décrit le château de Valesne qui se trouve à Saché.
Le château est aujourd'hui une propriété privée appartenant à la famille Luneau. La maison d'habitation, le parc et ses aménagements du XIXe siècle, ainsi que les alignements d'arbres qui bordent l'avenue de Frapesle ont été inscrits au titre des monuments historiques par arrêté du 9 août 1993.